# Saltoschool Reigerlaan
Saltoschool Reigerlaan is een basisschool op openbare grondslag, gevestigd op adres Reigerlaan 3 in de wijk Villapark van het Eindhovense stadsdeel Tongelre.
Anno 2023 heeft de school circa 908 leerlingen.
De school is gesticht in 1876, en bestaat op de huidige locatie sinds 1914. Ze is gehuisvest in twee panden met de status van rijksmonument. De naam is afgeleid van de straat waaraan de school is gevestigd. De school is onderdeel van SALTO in Eindhoven.
De school heeft in haar geschiedenis steeds met nieuwe vormen van onderwijs geëxperimenteerd, zoals het dalton-, montessori- en jenaplanonderwijs. Ook hoorde ze bij de eerste scholen die computeronderwijs op de basisschool invoerden.

## Historie

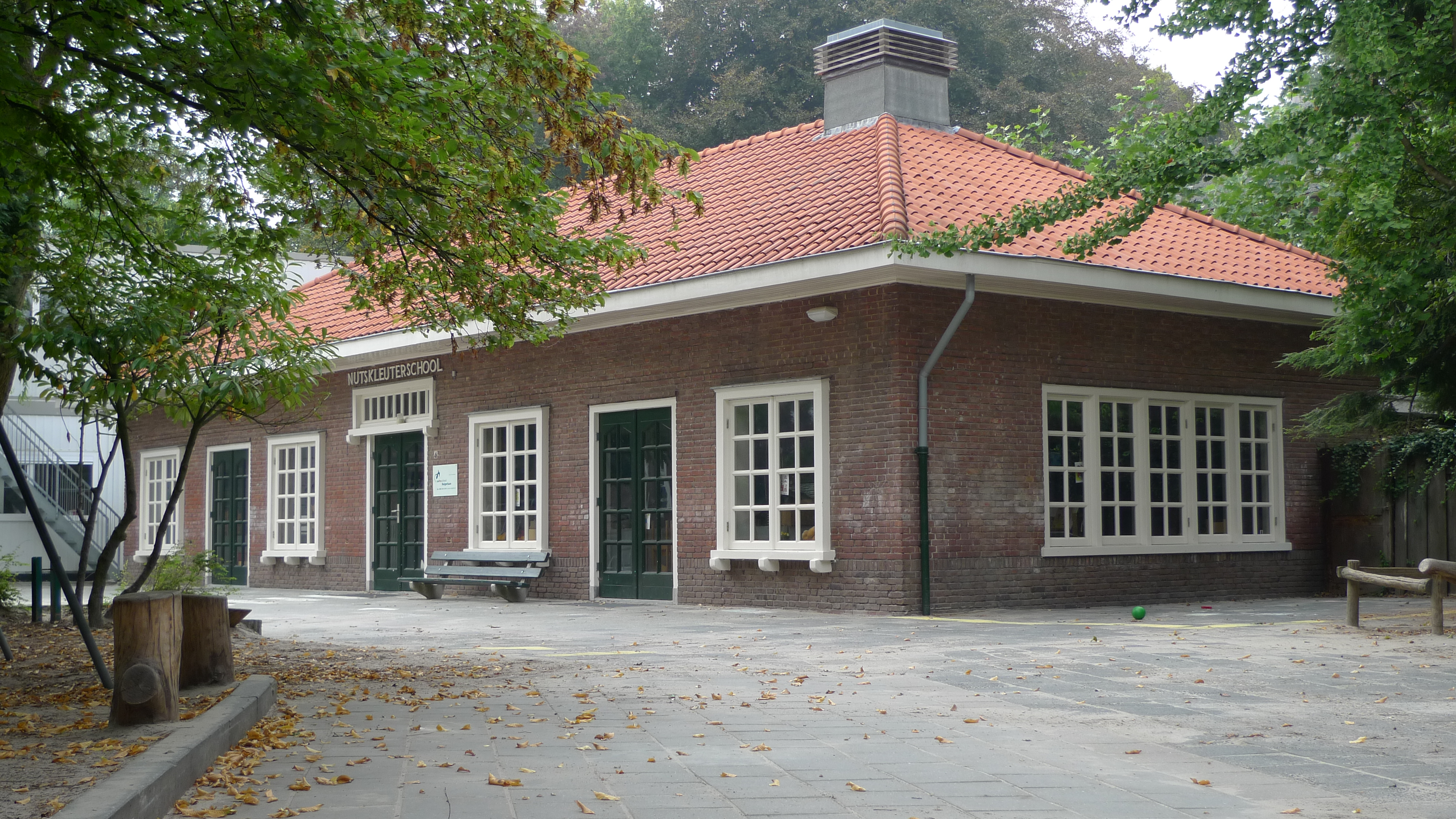
Het kleutergebouw (fröbelschool) aan de Eksterlaan

### 19e eeuw
In 1870 was de bevolking van Eindhoven voor meer dan 91% rooms-katholiek. Van de 3279 inwoners waren er 163 joods en 120 protestants. Al het onderwijs, ook dat op de enige openbare school, was in katholieke handen. De niet-katholieken, waaronder industriëlen, wilden een school waar neutraal onderwijs werd gegeven. Dat leidde op 29 juli 1875 tot oprichting van "een Departement der Maatschappij tot Nut van 't Algemeen" die als hoofddoel had de oprichting van een school. De leden waren voor het grootste deel afkomstig uit Eindhoven, Strijp en Stratum en verder uit Veldhoven en Geldrop. Het bestuur van het departement bestond uit president van de arrondissementsrechtbank J. van Heusden (voorzitter), fabrikant en predikant E.J.F. van Dissel (secretaris) en fabrikanten J. Elias, H.J. Verwoert, J.F. Leijds en C. van den Briel, en kolonel der Koninklijke Marechaussee C.A. Prins. Zij hadden te maken met tegenstand van de ultramontanen; de schoolstrijd was in die tijd in volle gang. Ook de banden tussen het Nut en de Vrijmetselarij speelden daarbij een rol.
De school werd gesticht in 1876 en was gedurende 50 jaar de enige Nutsschool in Eindhoven. Bij de stichting was de school gehuisvest aan de Grote Berg, tussen de Wal en de Paradijslaan. De bouw van de school werd gegund aan aannemer J. v/d Velden; de aanneemsom was fl. 4750,-. In september 1876 werd de Fröbelschool (bewaarschool) in gebruik genomen, op 20 oktober 1876 (de dag van de officiële opening) de andere twee klassen. De school bestond uit drie lokalen en een directricewoning.
In de beginperiode waren er problemen met de financiën en met de benoeming van een hoofdonderwijzeres. De spanningen in het bestuur liepen daarbij hoog op en secretaris Van Dissel legde zijn functie neer.
De school was opgericht als meisjesschool, maar bij uitzondering zouden ook jongens onderwijs mogen volgen. Er werd geen onderwijs gegeven op zaterdag omdat veel Joodse kinderen de school bezochten. In die aspecten onderscheidde zij zich van andere scholen.
In 1879 telde de school 54 leerlingen, waarvan 14 jongens; tien jaar later waren er 62 leerlingen. Toename van aanmeldingen van jongens leidde in 1886 tot vorming van een aparte jongensklas. In de beginperiode fungeerde eerst mw. Brüshwiller als (tijdelijk) schoolhoofd; per 1 januari 1878 werd zij wegens ziekte vervangen door mw. A. de Koning. Die vertrok in 1890 en werd opgevolgd door mw. A.C. de Graaff. Bewaarschoolhouderes waren mw. Kruyff tot 1881 en vervolgens mv. Hümme, die 48 jaar lang leiding gaf aan de kleuterschool.
De school werd grotendeels betaald uit schoolgelden.

### 20e eeuw
Op 5 augustus 1903 werd A. Mulder benoemd tot hoofdonderwijzer. Hij was schoolhoofd tot 1929. Onder zijn leiding stond de school onder "straffe leiding, met weinig tot geen inspraak", waarbij de leerlingen veel zaken van buiten moesten leren. Het aantal leerlingen nam in de loop van de eerste 25 jaar flink toe. In 1903 werd de fröbelschool ondergebracht in de toenmalige Israëlitische school. In 1904 werd er een extra verdieping met vier lokalen op de school gebouwd, omdat de school te klein was voor het aantal van inmiddels 91 leerlingen. Er waren toen zeven leerkrachten in dienst.
In 1911 werd de leesmethode van M.B. Hoogeveen (met het aap-noot-mies) ingevoerd.
Het aantal leerlingen bleef stijgen en uitbreidingsmogelijkheden op de bestaande schoollocatie waren zeer beperkt. Er werden daarom plannen gemaakt voor nieuwbouw elders. In de bouwcommissie hadden onder anderen Anton Philips en Gerard Philips zitting. De commissie vond een perceel aan de Reigerlaan te Tongelre; vooral door toedoen van Gerard Philips waren er geen problemen met de financiering van de nieuwbouw, waarvan de kosten op ruim fl. 100.000,- lagen.
Het geld werd geheel door particulieren opgebracht.
In augustus 1914 werd met de bouw begonnen, in juli 1915 werd de vestiging aan de Reigerlaan geopend en in september 1915 in gebruik genomen samen met de ernaast liggende onderwijzerswoning. De panden waren ontworpen door architect J.W. Hanrath uit Hilversum, die eveneens de ontwerpen had gemaakt voor het huis De Laak (de villa die Anton Philips in 1907 liet bouwen) en de wijk Villapark; later zijn in de wijk nog tientallen woningen gebouwd naar zijn ontwerp. Ze werden gebouwd in opdracht van de afdeling Eindhoven van de Maatschappij tot Nut van 't Algemeen, zoals ook te zien is aan de gevelsteen boven de hoofdingang.
Na vijf jaar werd de fröbelschool wegens ruimtegebrek ondergebracht in een woonhuis aan de Sperwerlaan.
60% van de leerlingen kwam van buiten de wijk en vanuit randgemeenten.
In 1927 werd de school uitgebreid met een nieuw gebouw voor de kleuterschool, een Fröbelschool op adres Eksterlaan 4. Ook dit pand is ontworpen door Hanrath. Het is ontworpen met het oog op de onderwijsopvattingen van Friedrich Fröbel, en is een zeldzaam en goed behouden voorbeeld van een Fröbelschool. De hoogte van de lokalen is lager dan gebruikelijk; de kapstokjes voor de kinderen zijn voorzien van afbeeldingen van dieren. De kosten werden opgebracht door Philips.
Met de benoeming, in 1929, van Floor Evers tot schoolhoofd begon een omslag op de school. Zijn voorganger Mulder was huiverig voor de onderwijsvernieuwingen die in de jaren 1920 ingang vonden. Evers zette zich juist sterk in voor onderwijsvernieuwing. Door de verdeeldheid over de vernieuwingen werd de school in twee delen gesplitst die een zekere mate van zelfstandigheid hadden: een groep vernieuwers onder leiding van Evers, en een groep die tegenstander van de vernieuwingen was. Pas in 1934 kwam aan deze situatie een eind en kreeg Evers de leiding over de gehele school.
De school en de door Evers doorgevoerde vernieuwingen kregen nationale en zelfs internationale bekendheid. Zijn aandachtsgebieden waren: voorlichting aan ouders en leraren aan het voortgezet onderwijs; organiseren van hoogtijdagen met onder andere buitenschoolse activiteiten; teamvorming van het personeel; de schoolorganisatie (met "graden" naar Belgische opzet); nieuwe didactische methoden met onder andere de zgn. speelleerklas; ontwikkeling van nieuwe lesmethoden; en bekendmaking van de "Eindhovense werkwijze" op andere scholen.
Op Evers was ook kritiek: men vond zijn werk "nieuwlichterij", hij hield zich niet aan de budgetprocedures, en hij besteedde te veel tijd aan werk buiten zijn eigen school.
In de jaren 1930 werd het kleuteronderwijs aangepast: men ging gebruikmaken van montessorionderwijs.
In 1933 werd het schoolgebouw uitgebreid met een nieuwe vleugel.
In 1944, bij een Duits bombardement op 19 september, daags na de bevrijding, werd de onderwijzerswoning, toen bewoond door schoolhoofd Floor Evers, beschadigd. Evers was schoolhoofd tot 1956.
Na jarenlange voorbereidingen werd in de periode 1980-1981 het gebouw geheel gerenoveerd.

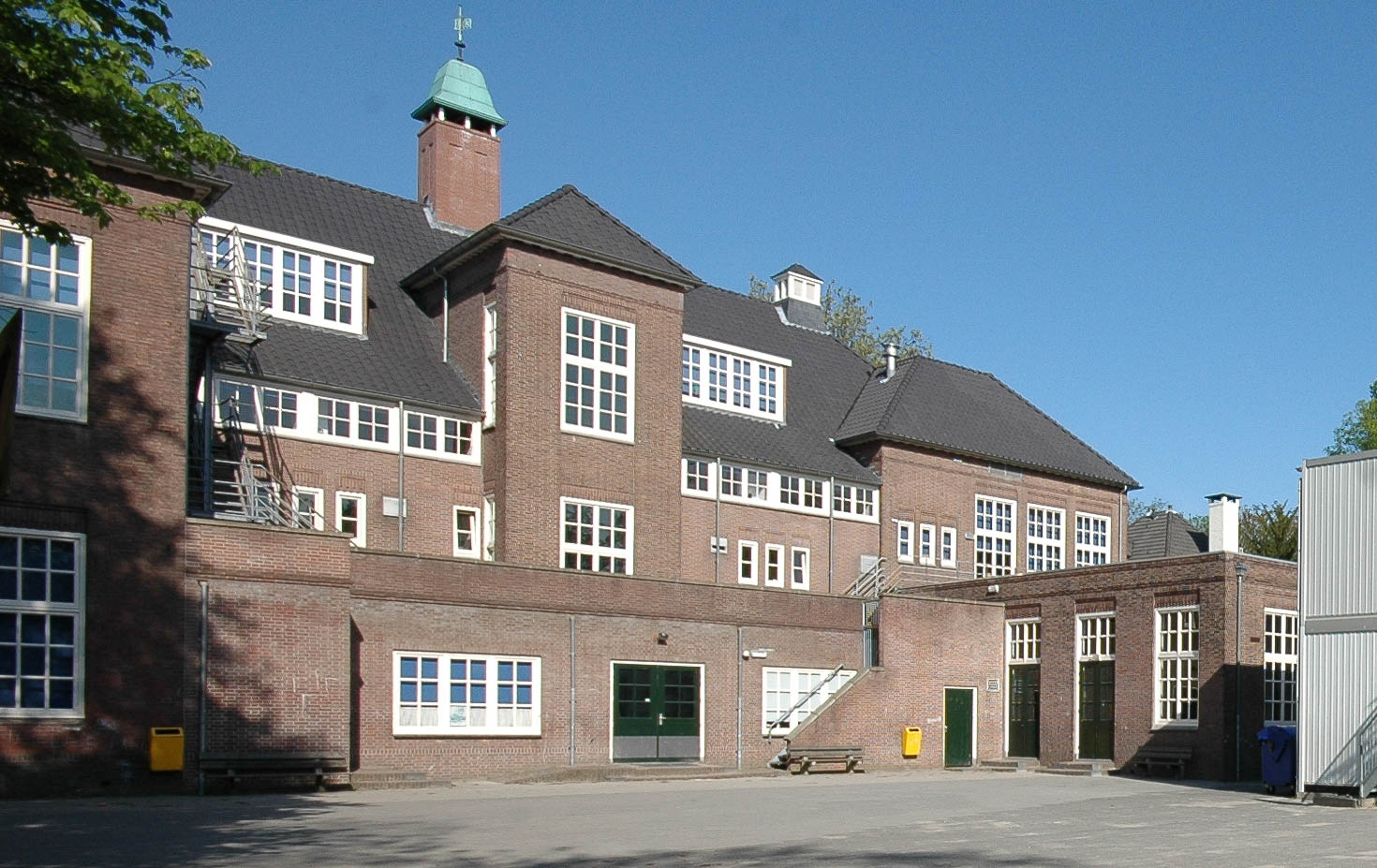
Achterzijde van het hoofdgebouw (2009); rechts de gymzaal, ook een stukje van een noodgebouw is zichtbaar.

In de loop der tijd is ook een gymzaal gebouwd aan de achterzijde van het pand aan de Reigerlaan. De onderwijzerswoning is een gewoon woonhuis geworden. De grond tussen Parklaan, Reigerlaan, Fazantlaan en Eksterlaan is voor het grootste deel in gebruik voor de school.

### 21e eeuw
In augustus 2001 kregen de panden de status van rijksmonument.
Wegens ruimtegebrek zijn twee noodgebouwen in gebruik genomen. Op 21 mei 2002 werd het pand aan de Reigerlaan zwaar beschadigd door een uitslaande brand. Reeds bestaande voornemens om de school te verhuizen kregen daardoor een extra impuls. Die voornemens zijn niet uitgevoerd, onder andere wegens de activiteiten van een stichting die zich daartegen verzette. De brandschade is hersteld. In 2003 heeft de gemeente Eindhoven besloten dat de gebouwen als basisschool in gebruik blijven; voor het bestuur van de school was verhuizing echter nog niet van de baan. Aan onderhoud van het kleutergebouw is begin 2009 uitvoering gegeven.
De organisatie die was opgericht om deze school te stichten, de vereniging Het departement Eindhoven der Maatschappij tot Nut van 't Algemeen, heeft zich bij unaniem besluit van de algemene ledenvergadering op 23 januari 2011 opgeheven.

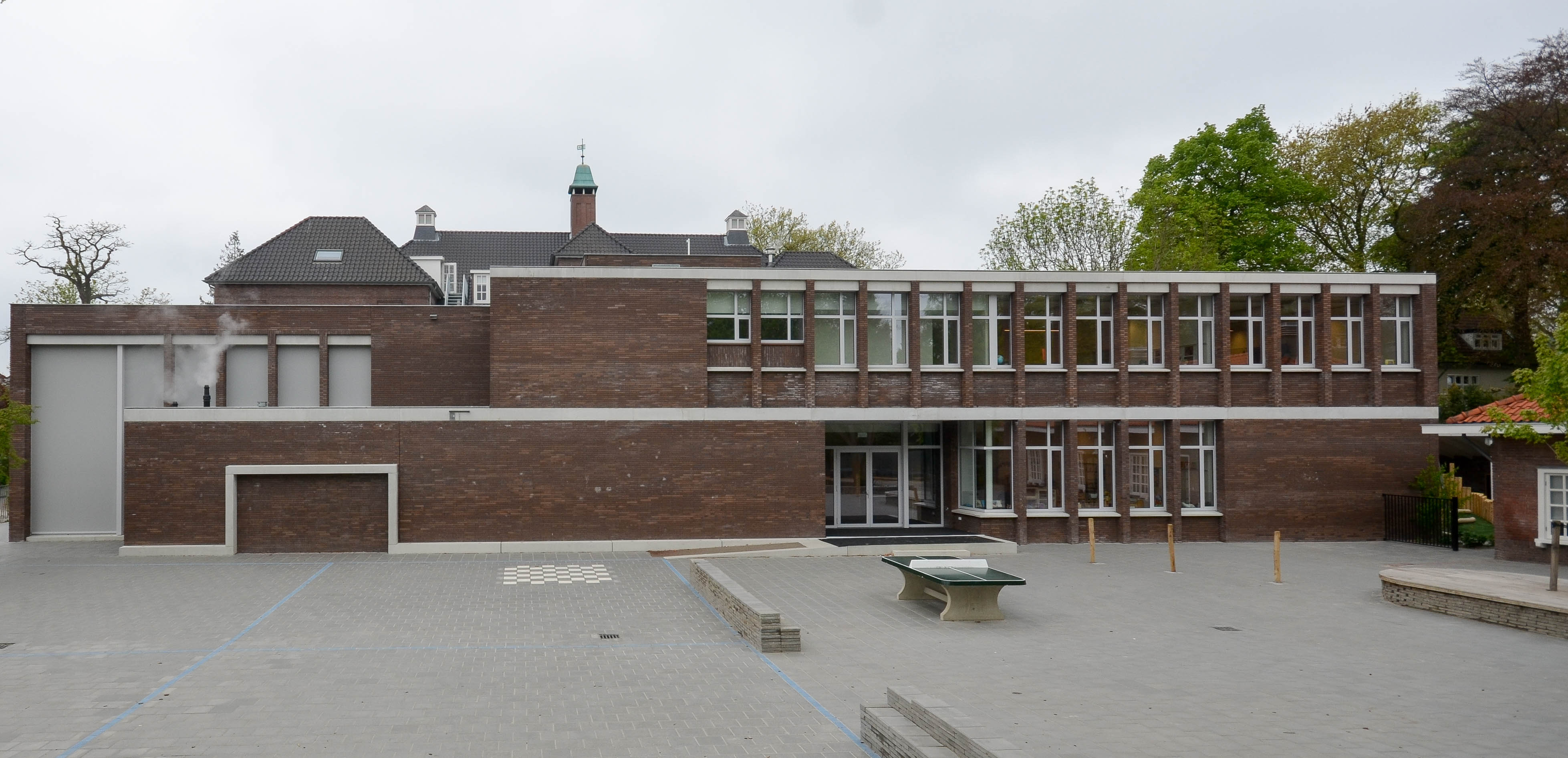
De nieuwbouw, met daarachter het oorspronkelijke hoofdgebouw; links de nieuwe gymzaal, rechts het kleutergebouw.

In januari 2012 is besloten in verband met de uitbreiding van Spil en Kinderopvang en hoog aantal toenemende leerlingen dat er een zijvleugel aan de achterkant van het gebouw wordt aangebouwd.
In januari 2016 is een begin gemaakt met de aanbouw en nieuwbouw aan de achterzijde van het pand aan de Reigerlaan, op wat eerder schoolplein was.
De kosten werden geraamd op 2,6 miljoen euro.
Er werden acht nieuwe lokalen en een gymzaal gebouwd. De bestaande gebouwen werden gerenoveerd. Ook is een lift geplaatst zodat het hele gebouw toegankelijk is per rolstoel.
Tijdens de werkzaamheden vonden alle lessen plaats in een schoolgebouw aan de Humperdincklaan 4 te Eindhoven (waar eerder de Internationale School was gevestigd).
De leerlingen werden met bussen vervoerd.
De werkzaamheden waren gereed in januari 2017, en op 12 januari begonnen de lessen weer aan de Reigerlaan.
De school is vanaf dan onderdeel van Spilcentrum Reigerlaan.
Per 1 augustus 2022 is Mitch Kremers de directeur van de school.

## Foto's

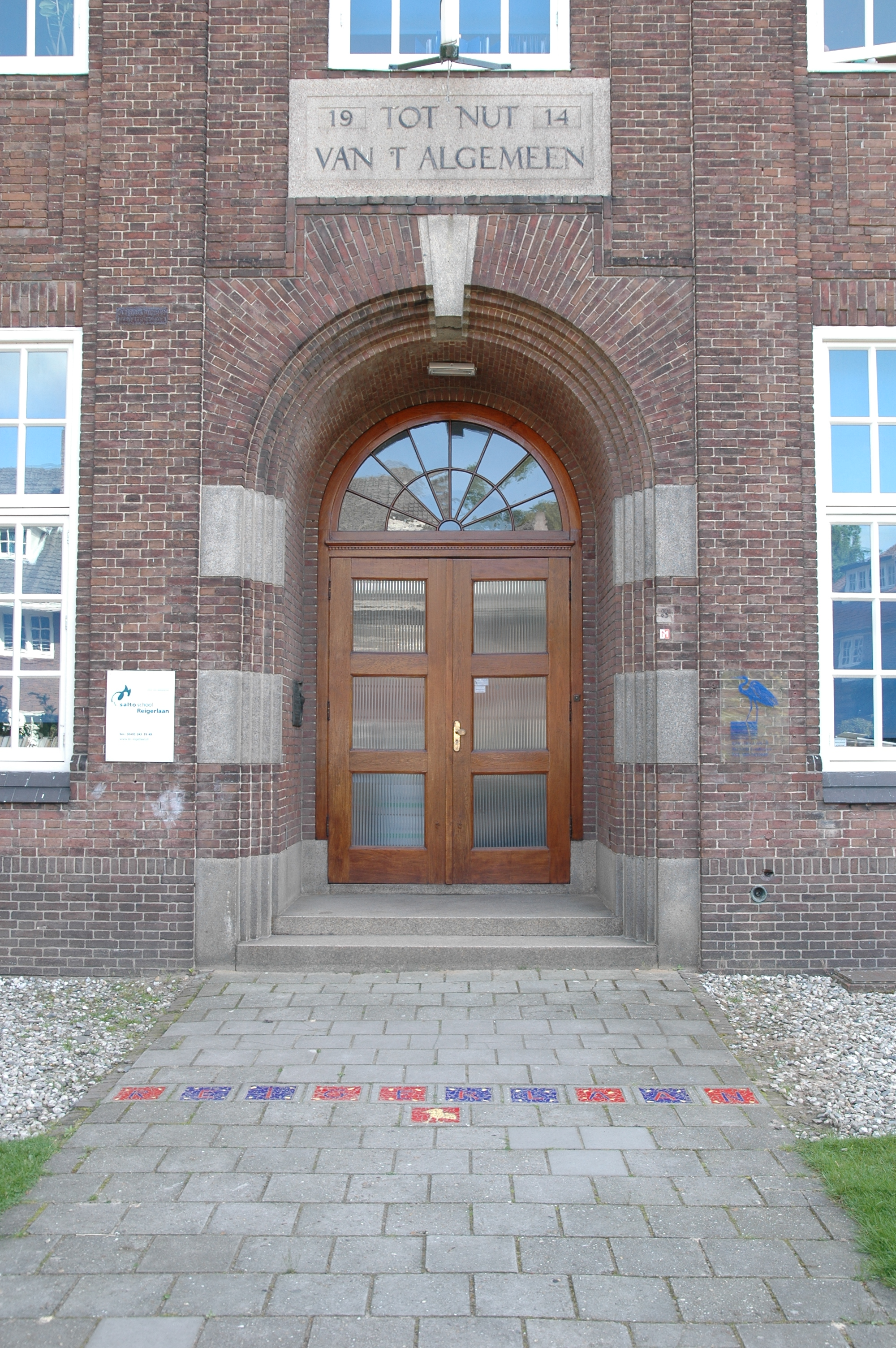
Ingang van het hoofdgebouw
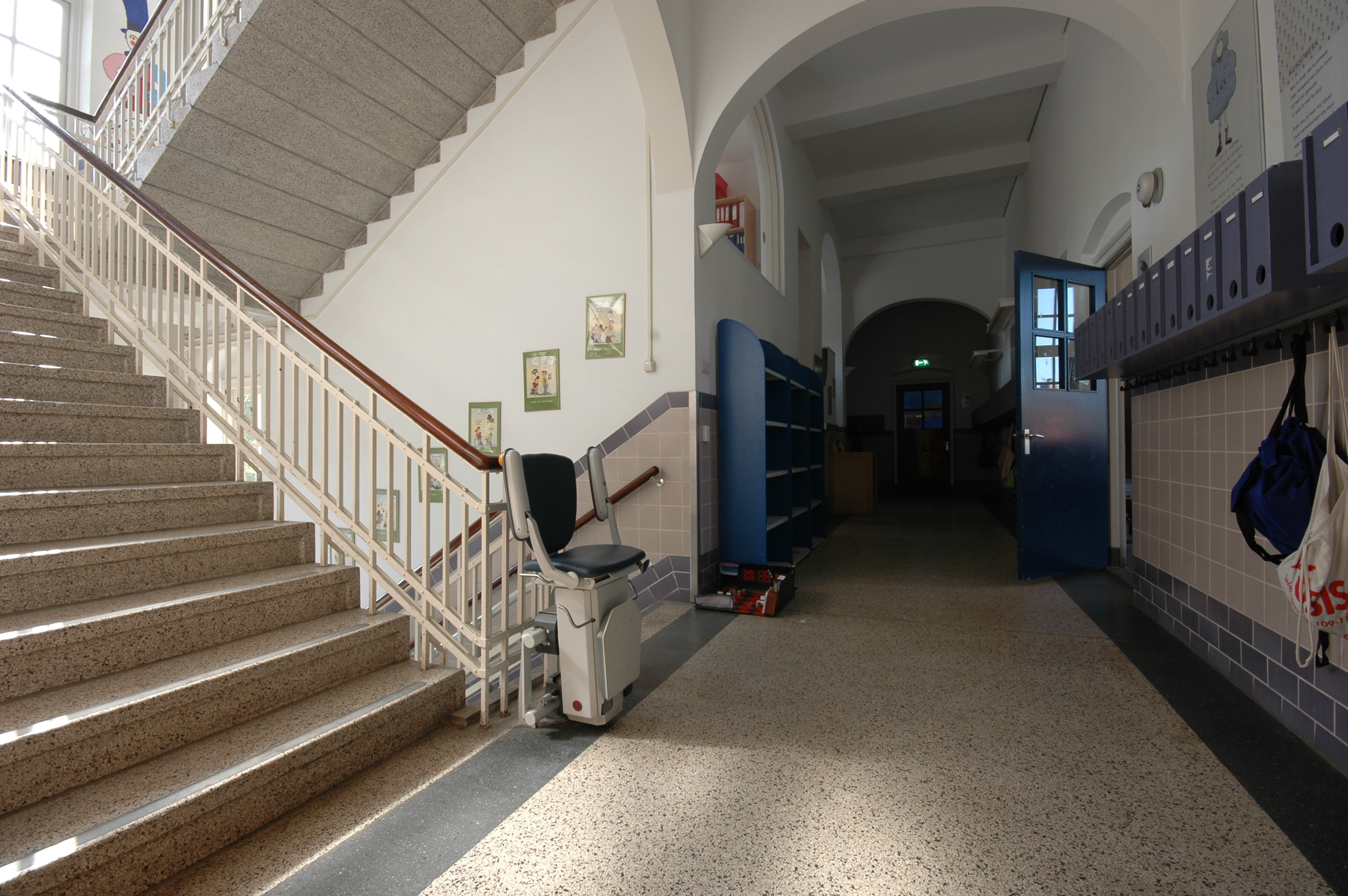
Eerste verdieping van het hoofdgebouw
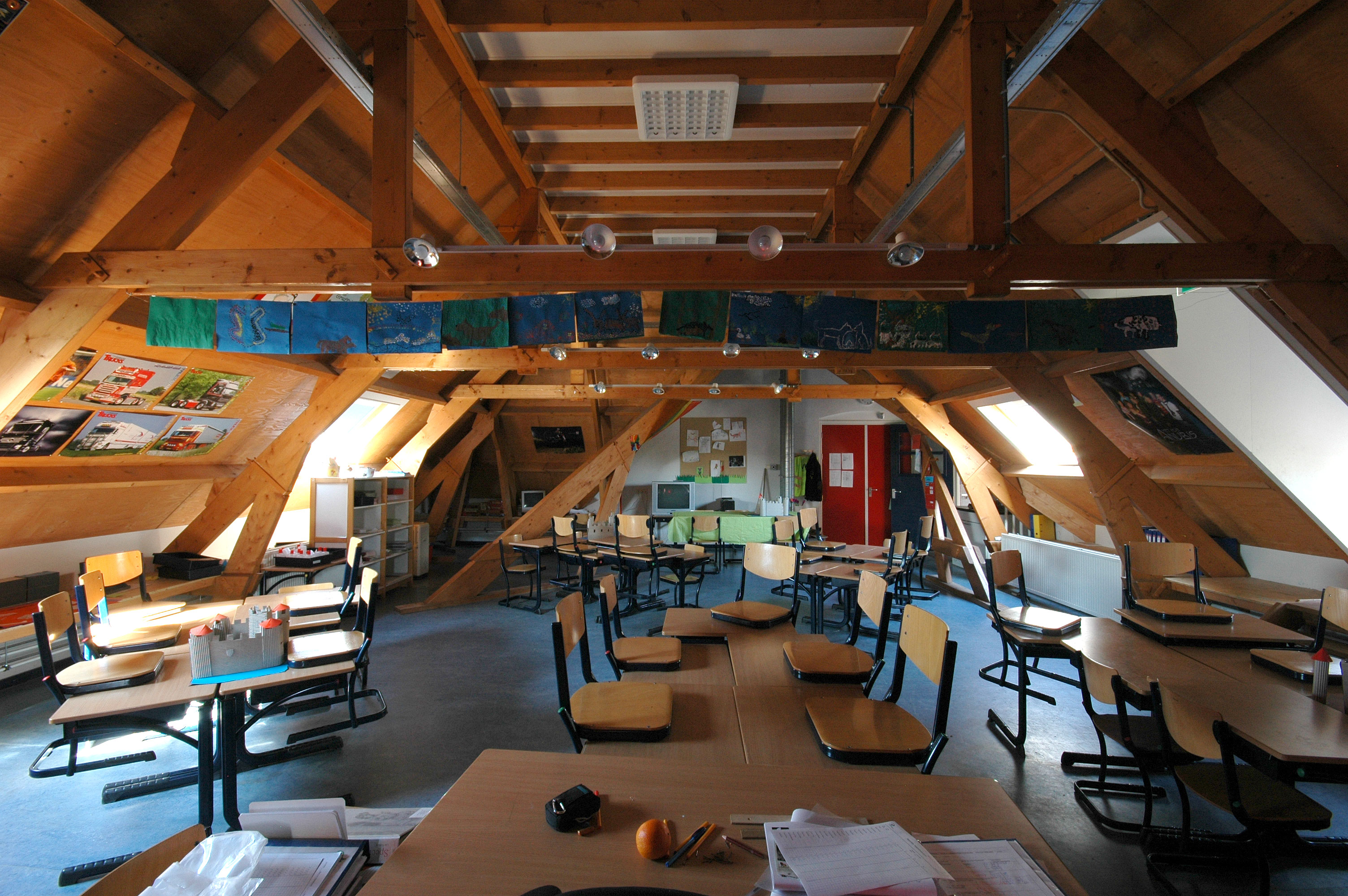
Zolderverdieping van het hoofdgebouw
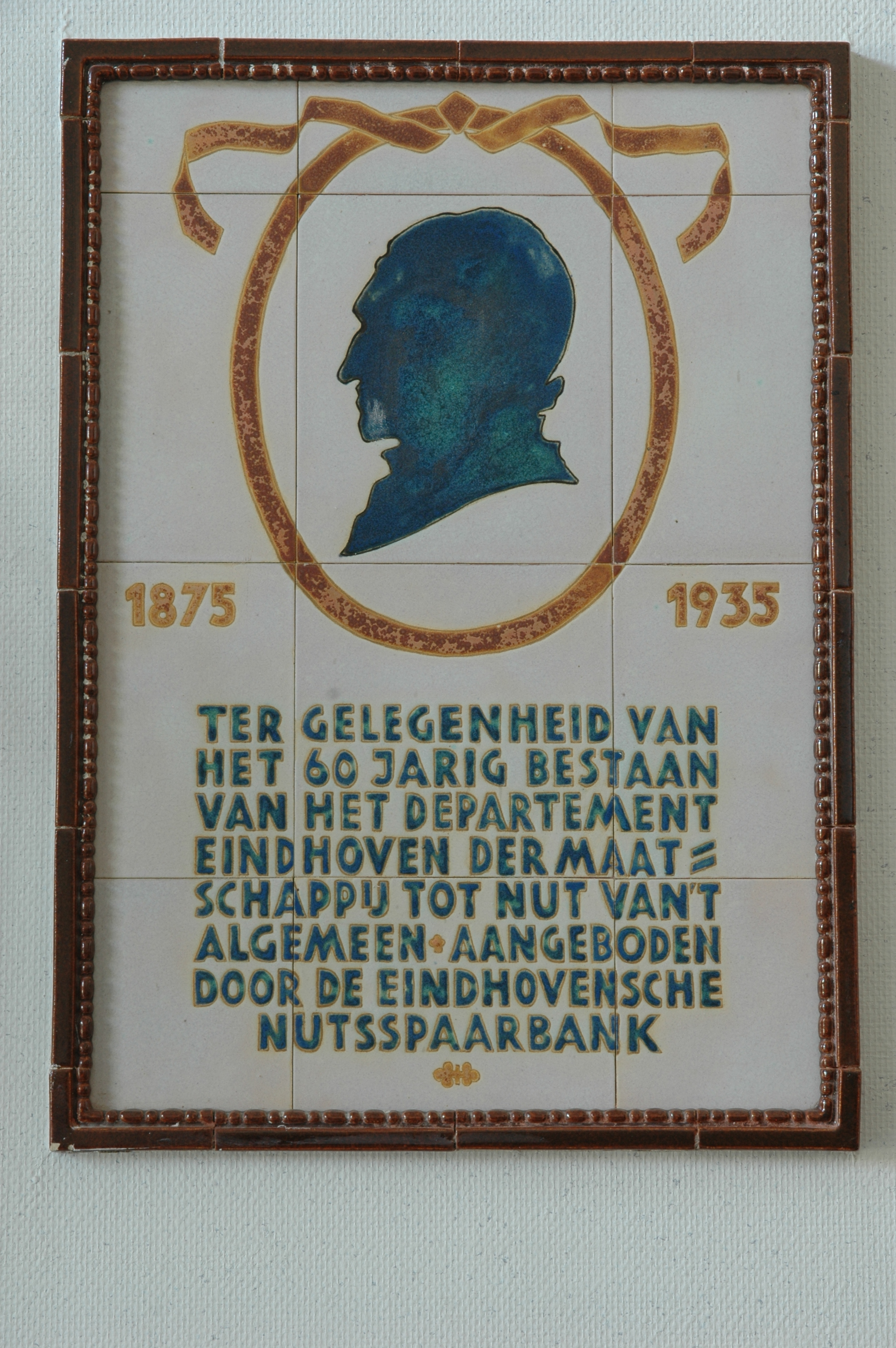
Tegeltableau t.g.v. het 60-jarig bestaan
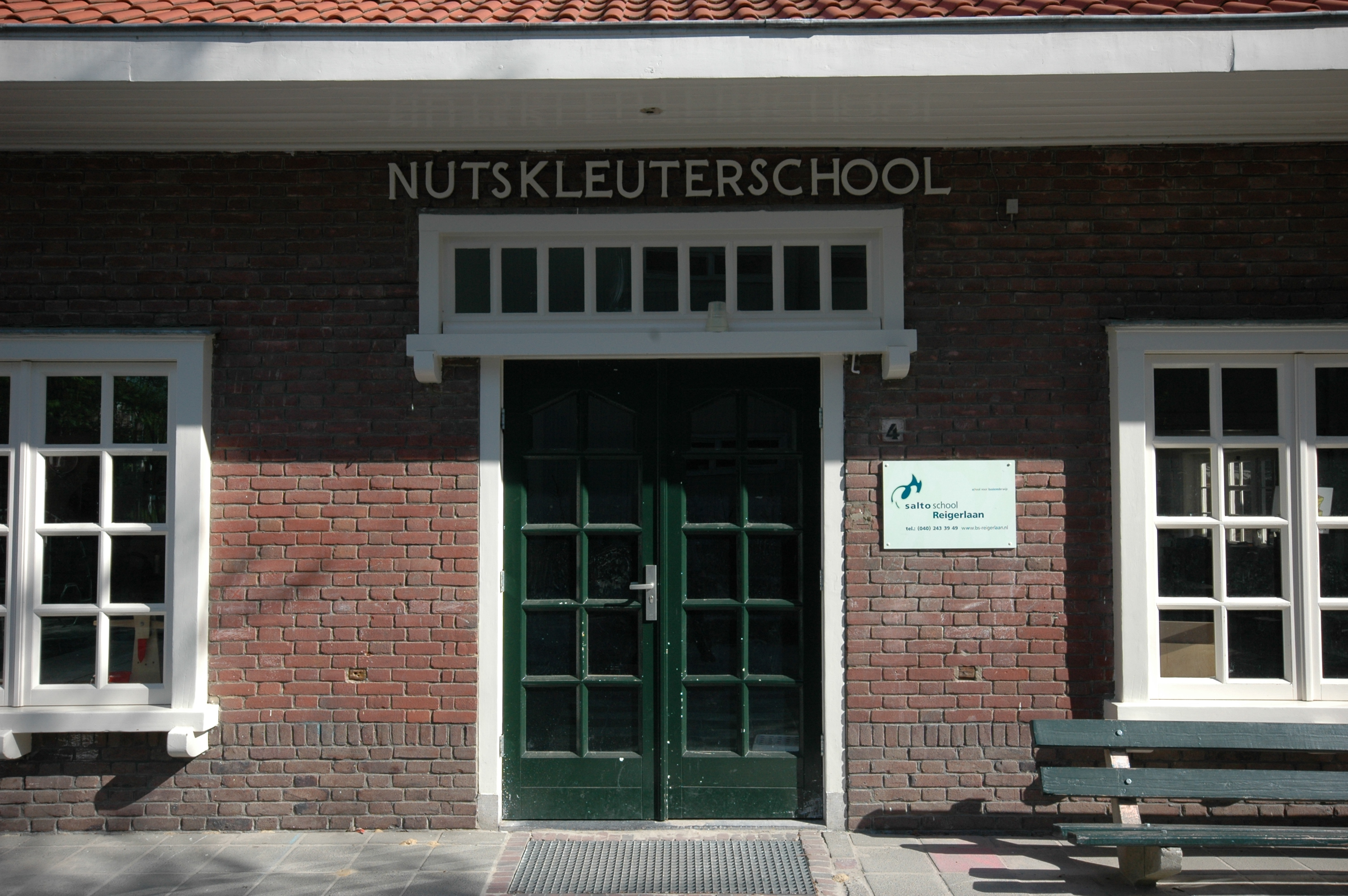
Ingang van het kleutergebouw
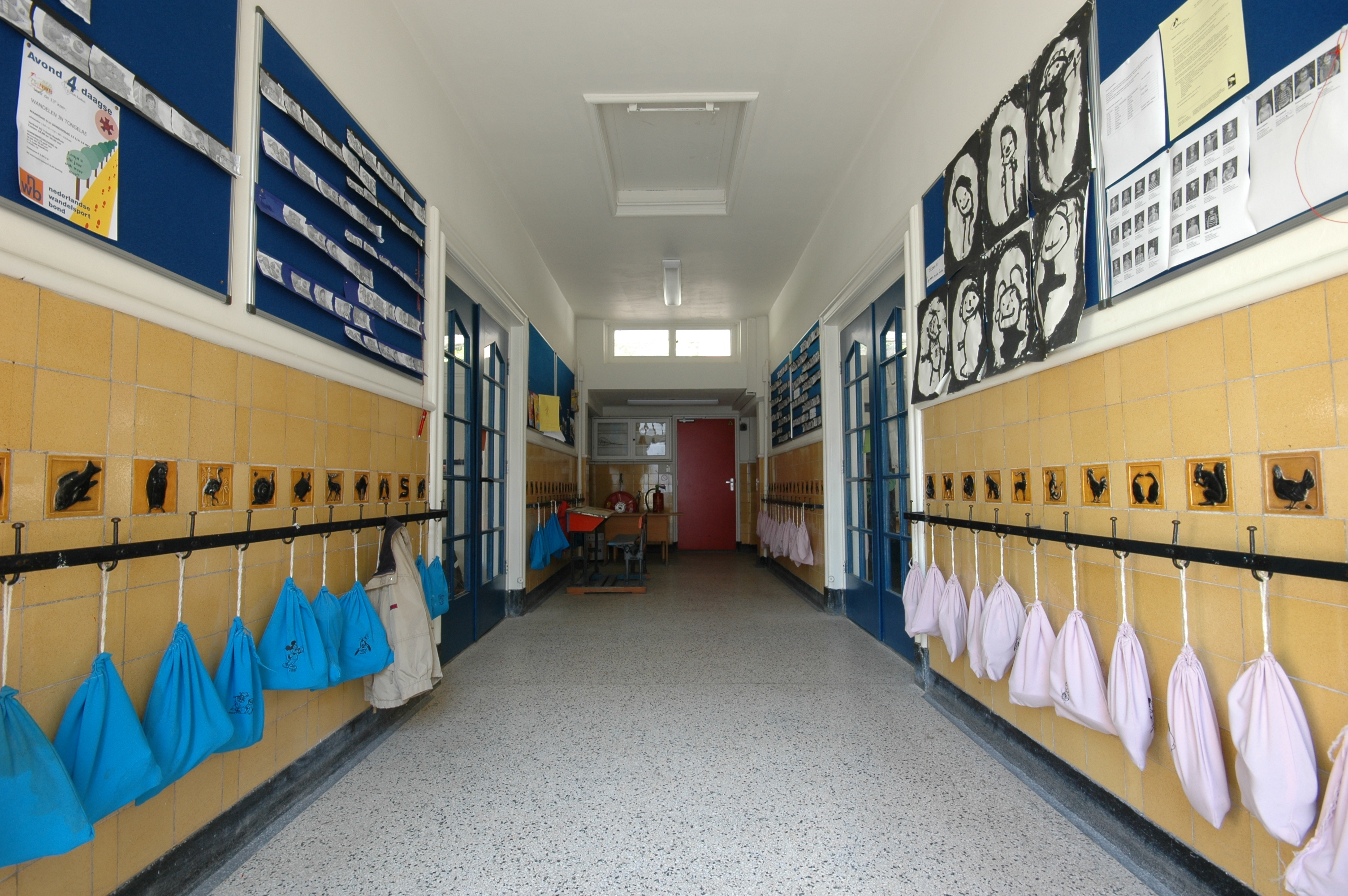
Gang van het kleutergebouw
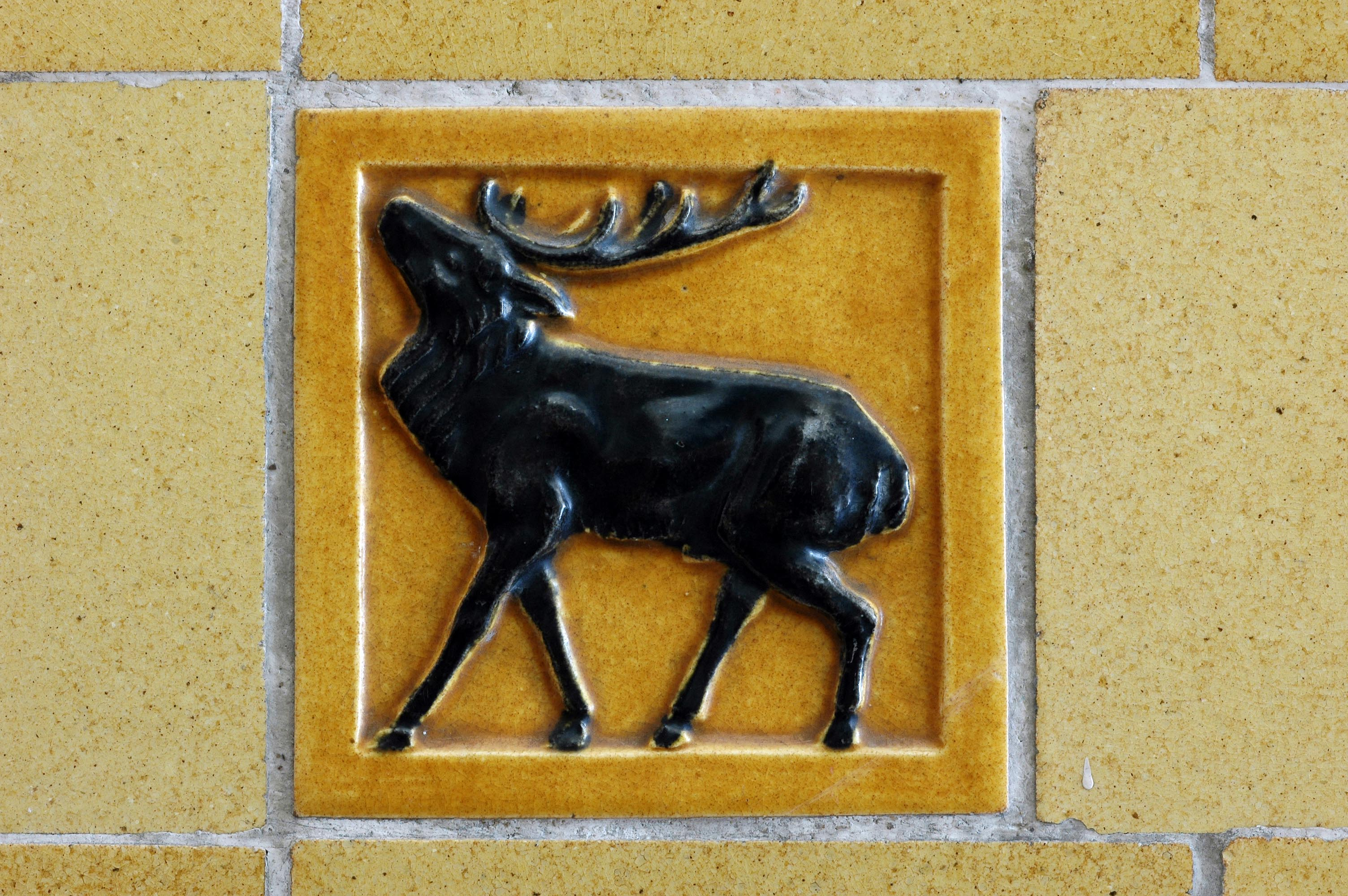
Tegel bij de kapstokjes
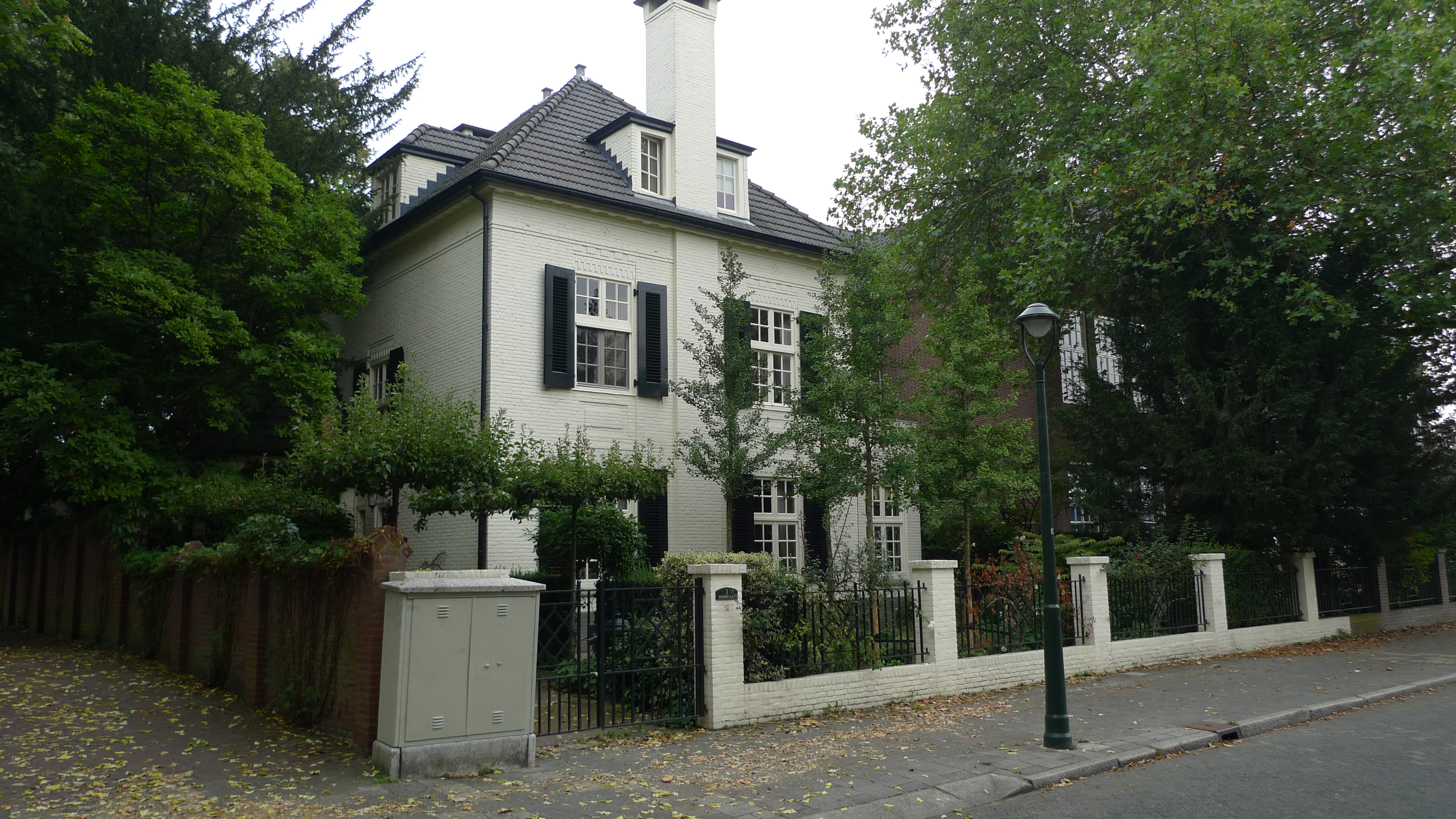
Voormalige hoofdonderwijzerswoning, Reigerlaan 1

## Bekende leerlingen
- Frits Philips